# Harry Blount
Pour les articles homonymes, voir Plattard et Blount.
Julien Henry Plattard dit Harry Blount,, né à Nancy le 15 septembre 1864 et mort à Paris 4e le 5 décembre 1942, est un auteur dramatique français. 

## Biographie
On sait peu de choses sur Harry Blount, sinon qu'il a été journaliste,, secrétaire du concert Européen en octobre 1888, secrétaire général puis directeur des Menus-Plaisirs d'avril à décembre 1895,.
Auteur prolifique, ses pièces, écrites le plus souvent en collaboration, ont été représentées essentiellement dans les concerts parisiens, à La Cigale, à Ba-Ta-Clan, à Parisiana, à Bobino, à Fantasio ou à Chansonia, entre autres.
On perd sa trace après la représentation au Havre de son dernier spectacle connu en août 1931. Il allait avoir 67 ans.

## Œuvres
- 1893 : Pour ne pas l'être, comédie en 1 acte, avec Charles de Marsay, au théâtre des Folies-Parisiennes (4 mars)
- 1893 : Excentric-Hôtel, pantomime en 1 acte, avec Charles de Marsay, au théâtre des Folies-Parisiennes (11 mars)
- 1895 : Mistress Putiphar, vaudeville en 1 acte, avec Ferdinand de Luvigny[10], au théâtre des Menus-Plaisirs (27 avril)
- 1895 : Le Coucher d'Odette, comédie en 1 acte, à Mantes (2 juillet)
- 1899 : Le Vieux marcheur de la Scala, parodie en 1 acte du Vieux marcheur d'Henri Lavedan, avec Fabrice Lémon et Léon Garnier, musique de Paul Letombe[11], à la Scala (30 mars)
- 1900 : Napoléglon, pièce en 1 acte et 3 tableaux, avec Trébla, parodie de L'Aiglon d'Edmond Rostand, à la Gaîté-Rochechouart (13 avril)
- 1900 : Sa crotte !, comédie-vaudeville en 1 acte, avec Eugène Héros, au théâtre des Capucines (23 février)
- 1900 : Corruption de Prince, parodie en 1 acte et 4 tableaux de la pièce Éducation de Prince de Maurice Donnay, avec Marie Hug[12], musique de Paul Letombe, à l'Eldorado (14 avril)
- 1901 : La Grève des couturières, vaudeville en 1 acte, avec Trébla, au théâtre des Funambules (16 mars)
- 1901 : La Mère Lemec, drame réaliste en un acte, avec Fabrice Lémon et Marie Hug, au théâtre d'Auxerre (9 février). Reprise à Paris au cabaret La Mésange le 10 avril 1903.
- 1901 : À nous la veine !, revue à grand spectacle en 2 actes et 8 tableaux, avec Fabrice Lémon et Marie Hug, à La Cigale (7 novembre)
- 1902 : Froufrous et Culottes rouges, fantaisie-vaudeville en 2 actes et 5 tableaux, avec Charles Clairville et Marie Hug, à La Cigale (2 août). Reprise au Parisiana le 14 février 1904.
- 1903 : C'est l'métro qui passe, revue en 3 actes, avec Eugène Héros et Marie Hug, aux Folies-Belleville (31 janvier)
- 1903 : En cinq secs, comédie en 1 acte, avec Raphaël Flateau et Marie Hug, aux Folies-Belleville (31 janvier)
- 1903 : Aôh ! Shocking !, fantaisie à grand spectacle en 2 actes et 6 tableaux, avec Raphaël Flateau et Marie Hug, à la Cigale (25 septembre)
- 1904 : Le 68e Plongeurs à cheval, fantaisie-opérette en 2 actes, avec Trébla, au théâtre de la Pépinière (3 septembre)
- 1904 : Bombes et Pétards !, fantaisie-opérette en 2 actes, avec Rémy Faure et Marie Hug, au théâtre de la Pépinière (10 octobre)
- 1904 : Le Vieux marcheur de la pépinière, fantaisie-opérette en 2 actes et 4 tableaux, avec Fabrice Lémon, parodie du Vieux marcheur d'Henri Lavedan, musique de Paul Letombe, au théâtre de la Pépinière (20 octobre)
- 1904 : T'as qu'ça à mettre !, avec Maurice de Marsan et Marie Hug, au théâtre de la Pépinière (16 décembre)
- 1905 : Funi-Métro-Revue, revue en 2 actes, avec Albert Delvaille et Marie Hug, au concert Brunin (19 janvier)
- 1905 : Mademoiselle l'ordonnance, fantaisie en 2 actes, avec Ernest Pacra, Félix Rémy et Marie Hug, à Ba-Ta-Clan (4 mars)
- 1905 : Eh ! Psstt ! V'là le printemps !, revue en 2 actes, avec Ernest Pacra, à Ba-Ta-Clan (19 mars)
- 1905 : Rincez-vous l'oeil, revue, avec Trébla, au théâtre de la Pépinière (8 décembre)
- 1906 : Voyez la cote !, fantaisie-opérette en 2 actes, avec Rémy Faure et Marie Hug, à Ba-Ta-Clan (3 février)
- 1906 : 360 Jules !, fantaisie en 1 acte, avec John Croisier et Marie Hug, au Little-Palace (17 février)
- 1906 : Coucher seule !, comédie en 1 acte, avec Rémy Faure et Marie Hug, au Little-Palace (17 février)
- 1906 : Tout le monde en parle !, revue è grand spectacle en 2 actes et 15 tableaux, avec Trébla, à Ba-Ta-Clan (19 mars)
- 1906 : Ohé ! Printemps !, revue en 2 actes, avec Félix Rémy, Delphi Fabrice et Marie Hug, au Concert Européen (12 avril)
- 1906 : Ohé ! Cupidon !, fantaisie-opérette en 2 actes, avec Émile Warmoës[13], Albert Delvaille et Marie Hug, au Parisiana (24 août)
- 1907 : Son larbin, opérette en 1 acte, avec Daniel Caldine[14], Albert Delvaille et Marie Hug, à La Mésange (18 janvier)
- 1908 : Nous venons divorcer, vaudeville en 1 acte, avec Marie Hug et Guy Laurent, au Nouveau-Théâtre (6 mars)
- 1908 : Qui veut de l'amour ?, opérette en 1 acte, avec Marie Hug et Daniel Caldine, à Bobino (13 mars)
- 1908 : La Chasse aux maris, fantaisie-opérette en 1 acte, avec Ernest Pacra et Félix Rémy, à Bobino (27 mars)
- 1908 : Chez la divette, comédie en 1 acte, avec Lebarbier, au théâtre Mondain (17 décembre)
- 1909 : Le Bon Geste, comédie en 1 acte, avec Lebarbier, au théâtre Mondain (11 mai)
- 1911 : Il n'en a pas, comédie en 1 acte, avec Louis Théo, à l'Éden-Concert (3 mars)
- 1911 : Soyons chaste, drame en 1 acte et 5 tableaux, avec Louis Théo, au théâtre de la Pépinière (14 avril)
- 1911 : Les P'tits Vieux bien propres, comédie-vaudeville en 2 actes et 3 tableaux, avec Louis Théo, au théâtre de la Pépinière (12 mai)
- 1913 : Dijons... des blagues !, revue à grand spectacle en 2 actes et 30 tableaux, avec Jacques Civray et Ernest Collot, au Cirque-Palace de Dijon (14 septembre)[15]
- 1913 : Vive les p'tites femmes, opérette en 2 actes et 4 tableaux, avec Jacques Civray et Marie Hug, au Cirque-Palace de Dijon (27 septembre)
- 1914 : Prêtes-moi ton lit !, fantaisie en 1 acte, avec Henri Dial, aux Folies-Bergère de Bruxelles (6 juin)
- 1915 : On les aura !, revue en 1 acte, avec Jacques Civray et Georges Denola, au Casino de Paris (13 mars)
- 1915 : La Revue d'octobre 1915, revue en 2 actes, avec Jacques Civray et Louis Théo, au Little-Palace (11 octobre)
- 1916 : Le Z'oiseau chéri, vaudeville en 1 acte, avec Louis Théo, à La Bonbonnière (14 janvier)
- 1916 : Blagueuse va !, revue en 1 acte et 4 tableaux, avec Louis Théo, au Little-Palace (28 août)
- 1916 : Un bon truc pour tromper sa femme, vaudeville en 1 acte, avec Ernest Pacra, au concert Fantasio (8 septembre)
- 1917 : Le Zizifa du Plum Kouik, vaudeville en 1 acte et 2 tableaux, avec P. Mallebay, au concert Fantasio (12 janvier)
- 1917 : Le Fils d'Artagnan, opérette en 1 acte vet 2 tableaux, avec P. Mallebay, au concert Fantasio (2 février)
- 1917 : Les femmes d'amis, c'est sacré, vaudeville en 1 acte et 2 tableaux, avec P. Mallebay, au concert Chansonia (2 février)
- 1917 : Une amourette sous Louis XV, opérette en 1 acte et 2 tableaux, avec P. Mallebay, au concert Fantasio (18 mai)
- 1917 : L'amour s'embrouille, vaudeville en 1 acte et 2 tableaux, avec P. Mallebay, au concert Chansonia (6 avril)
- 1917 : Une femme légère, opérette en 1 acte et 2 tableaux, avec P. Mallebay, au concert Fantasio (20 juillet)
- 1917 : Une femme sans tempérament, vaudeville en 1 acte et 2 tableaux, avec Ernest Pacra et Louis Théo, au concert Chansonia (28 juillet)
- 1917 : Les Exploits d'Hélène, opérette en 2 actes, avec Émile Herbel[16], Ernest Pacra et Paul Brévannes, au concert Brunin (1er septembre)
- 1917 : Les Amours de Gil Blas, opérette en 1 acte et 2 tableaux, avec P. Mallebay, au concert Fantasio (21 septembre)
- 1917 : La Fiancée d'Ange Pitou, opérette en 1 acte et 2 tableaux, au concert Fantasio (22 novembre)
- 1918 : L'Amour en cage, opérette en 1 acte et 2 tableaux, avec P. Mallebay, au concert Fantasio (4 janvier)
- 1918 : Le Favori de la reine, opérette en 1 acte et 2 tableaux, avec p. Malleray, au concert Fantasio (15 février)
- 1918 : Le Ménage Cocodet, vaudeville en 1 acte et 2 tableaux, avec P. Mallebay, au concert Chansonia (8 mars)
- 1918 : La Marraine de l'escadrille, opérette en 1 acte et 2 tableaux, avec P. Mallebay, au concert Fantasio (29 mars)
- 1918 : Le Ramasseur de mégots, vaudeville en 1 acte et 2 tableaux, avec P. Mallebay, au concert Chansonia (5 juillet)
- 1918 : La Ramée s'amuse, opérette en 1 acte, avec P. Mallebay, au concert Fantasio (27 septembre)
- 1918 : Potiron, opérette en 1 acte, avec P. Mallebay, au concert Fantasio (29 novembre)
- 1918 : Le Midinet, ou Chose et Machin, opérette en 1 acte, avec P. Mallebay, au concert Fantasio (19 décembre)
- 1919 : Poupette, vaudeville en 1 acte et 2 tableaux, avec P. Mallebay, au concert Chansonia (21 février)
- 1919 : Le Pot à tabac, vaudeville en 1 acte et 2 tableaux, au concert Chansonia, 14 mars)
- 1919 : La Poire !, vaudeville en 1 acte et 2 tableaux, avec p. Mallebay et Marie Hug, au concert Chansonia (25 avril)
- 1919 : Pouate !, opérette en 1 acte, au concert Fantadio (18 juillet)
- 1919 : Euphrasie !, vaudeville en 1 acte et 2 tableaux, avec Marie hug et P. Mallebay, au concert Chansonia (29 août)
- 1919 : Fox-Trottons, opérette en 1 acte, avec P. Mallebay, au concert Fantasio (21 novembre)
- 1919 : Un gendre modèle, vaudeville en 1 acte, avec P. Mallebay, au concert Chansonia (21 novembre)
- 1920 : Pour avoir la fille !, vaudeville en 1 acte et 2 tableaux, avec Marie Hug, au concert Chansonia (2 janvier)
- 1920 : La Famille Grosminon, vaudeville en 1 acte et 2 tableaux, avec P. Mallebay, au concert Chansonia (23 janvier)
- 1920 : La Femme chauve, opérette en 1 acte, au concert Fantasio (13 février)
- 1920 : Zonzon, vaudeville en 1 acte et 2 tableaux, au concert Chansonia (26 mars)
- 1921 : Mon papa, vaudeville en 1 acte, avec Marie Hug, au concert Chansonia (19 mars) et 2 tableaux,
- 1921 : Coquin de Cupidon !, vaudeville en 1 acte, avec Marie Hug, au concert Stow (21 mars)
- 1921 : Il est fou !, vaudeville en 1 acte et 2 tableaux, avec Marie Hug, au concert Chansonia (8 avril)
- 1921 : J'ai trouvé un appartement, vaudeville en 1 acte et 2 tableaux, avec Marie Hug, au concert Chansonia (19 mai)
- 1921 : La Môme Carmen, opérette en 1 acte et 2 tableaux, avec Marie Hug, au concert Fantasio (19 mai)
- 1921 : Courgemol, opérette en 1 acte, avec Marie Hug, au concert Fantasio (12 août)
- 1921 : Le Joyeux mousquetaire, opérette en 1 acte et 2 tableaux, avec Marie Hug, au cabaret Chansonia (16 décembre)
- 1922 : Tes lèvres, opérette en 1 acte et 2 tableaux, avec Marie Hug, au concert Chansonia (1er septembre)
- 1923 : Tous piqués !, revue en 1 acte et 4 tableaux, avec Marie Hug, au concert Chansonia (26 janvier)
- 1923 : T'es folle !, revue en 2 actes et 20 tableaux, avec Marie Hug, à l'Alhambra d'Amiens (2 février)
- 1924 : On r'met ça, revue en 1 acte, avec Marie Hug, au concert Chansonia (7 mars)
- 1924 : Rinçons nous l'oeil, revue en 2 actes, avec Marie Hug, au concert du Pont à Charenton (31 mai)
- 1924 : Quelle nuit de noces, vaudeville en 1 acte et 2 tableaux, avec Marie Hug, au concert Chansonia (13 juin)
- 1924 : Sa p'tite fleur d'oranger, vaudeville en 1 acte et 2 tableaux, avec Marie Hug, à La Fauvette (8 août)
- 1925 : Quel tempérament !, vaudeville en 1 acte et 2 tableaux, avec Marie Hug, à La Fauvette (2 janvier)
- 1925 : Ô ma beauté, vaudeville en 1 acte et 2 tableaux, vaudeville en 1 acte et 2 tableaux, avec Marie Hug, à La Fauvette (23 janvier)
- 1925 : Ô Vénus, opérette en 1 acte, avec Marie Hug et P. Mallebay, au concert Chansonia (6 mars)
- 1925 : Oh ! c't'amour, opérette en 1 acte et 2 tableaux, avec Marie Hug, au concert Chansonia (27 mars)
- 1925 : Oh ! p'tit amour, vaudeville en 1 acte et 2 tableaux, avec Marie Hug, à La Fauvette (8 mai)
- 1925 : Tu négliges Isabelle !, vaudeville en 1 acte et 2 tableaux, avec Marie Hug, au concert Chansonia (8 mai)
- 1925 : Tu le seras, vaudeville en 1 acte et 2 tableaux, avec Marie Hug, à La Fauvette (7 août)
- 1925 : Tu viens dis ?, revue en 2 actes, avec Marie Hug, au concert Chansonia (30 octobre)
- 1926 : Oh ! ce pépin, opérette en 2 actes, avec Marie Hug, au concert Chansonia (1er janvier)
- 1926 : Les Trucs de l'Amour, vaudeville en 2 actes, avec Marie Hug, à La Fauvette (22 janvier)
- 1926 : Si vieillesse pouvait, opérette en 2 actes, avec Marie Hug, au concert Chansonia (5 mars)
- 1926 : La Vénus de chez Maxim's, opérette en 2 actes, avec Marie Hug, à La Fauvette (8 avril)
- 1926 : Viens Coucouche !, opérette en 2 actes, avec Marie Hug, à La Fauvette (26 avril)
- 1926 : T'y fourre t-y ?, revue en 2 actes, avec Marie Hug, au concert Chansonia (6 août)
- 1926 : Vas-y, Joseph !, comédie en 3 actes, avec Jean Villeneuve, au Ciné Ordener (14 octobre)
- 1927 : Ses premières amours, comédie en 1 acte, avec Marie Hug, à Vernon (26 février)
- 1931 : Mal de dents, mal d'amour, vaudeville en 3 actes, avec Maurice Borial, aux Folies-Bergère de Rouen (4 juillet)
- 1931 : Veux-tu ma femme ?, vaudeville en 3 actes, avec Médina, aux Folies-Bergère du Havre (21 août)[17].